# Gettysburg, Pennsylvania
Gettysburg (local [ˈɡɛtɨsbɜrɡ] ⓘ) este o localitate, un district și sediul comitatului Adams, statul Pennsylvania, Statele Unite ale Americii.GR6 Populația era de 7.490 de locuitori, conform recensământului din anul 2000.
Deși este mai ales cunoscut datorită atracției turistice generate de apropierea de câmpul de bătălie Gettysburg, locul bătăliei de la Gettysburg, există totuși o atracție generată și de instituțiile sale de educație superioară, Seminarul Teologic Luteran, fondat în 1826, Colegiul Gettysburg (la origine denumit Colegiul Pennsylvania), care este activ din 1832, și Colegiul Harrisburg.

## Climat
Gettysburg are un climat temperat continental, cu anumite influențe oceanice, ce variază între –7 °C iarna și +33 °C vara.

## Istorie și cultură
Orașul a fost fondat în jurul unui han aflat la răscruce de drumuri, construit de Samuel Gettys, un om de afaceri care a ridicat popasul între 1774 și 1775 pentru soldații și comercianții care poposeau adesea circulând pe rutele Shippensburg–Baltimore și Philadelphia –Pittsburgh, care se încrucișau în acel loc. Orașul, care a fost fondat în 1786, a menținut numele lui Gettys.

## Demografie
Conform datelor statistice furnizate de recensământul din anul 2000 GR2, în perimetrul localității erau 7.490 de locuitori, 2.541 de locuințe și 1.229 de familii. Densitatea populației era de 681 loc/km2.

## Mass media
- Adams Community TV, o companie non-profit
- The Gettysburg Times, ziar local
- Raices De Todos, o revistă bilingvă
- The Evening Sun, ziar local
- Celebrate Gettysburg, revistă dedicată stilului de viață local din jurul Gettysburgului
- Gettysburg Daily, ziar și web site independent

## Colegii și universități
- Colegiul Gettysburg
- Colegiul Harrisburg (campusul Gettysburg)
- Seminarul Teologic Luteran din Gettysburg

## Orașe înfrățite
Gettysburg are un oraș înfrățit, conform organizației Sister Cities International.
- León, Nicaragua (din 1987)